# Mastermind (gra planszowa)

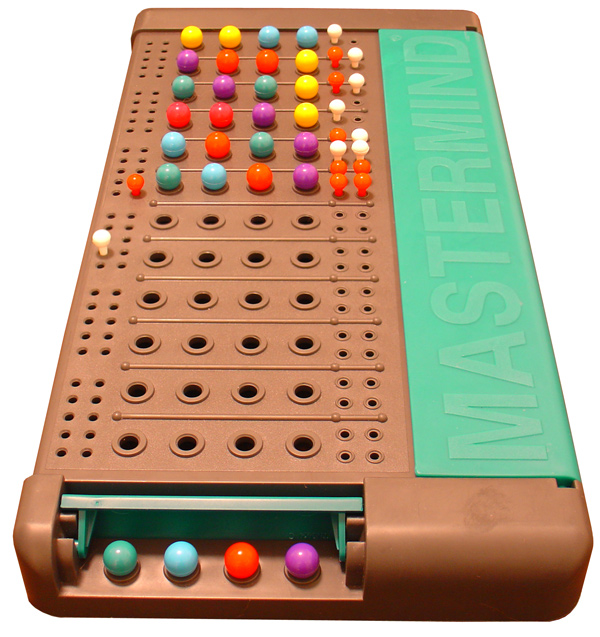
Master Mind

Mastermind – gra planszowa przeznaczona dla dwóch osób polegająca na odgadnięciu przez jedną z nich ukrytego kodu, wynaleziona w 1970 roku przez Mordechaja Meirowitza, izraelskiego naczelnika poczty i eksperta w dziedzinie telekomunikacji. Od wczesnych lat sześćdziesiątych jej papierowa wersja znana za granicą jako Byki i krowy, a w Polsce jako numerki lub cyferki.

## Zasady gry
Do gry potrzebne są:
- plansza do dekodowania z osłonką na jednym końcu ukrywającą rząd czterech dużych otworów, i z dziesięcioma dodatkowymi rzędami zawierającymi cztery duże i cztery małe otwory
- większe pionki do układania i odgadywania kodu w sześciu kolorach; z zaokrąglonymi główkami; powinny być umieszczane w dużych otworach na planszy
- mniejsze szpilki do udzielania informacji z płaskimi główkami, część biała, część zabarwiona (najczęściej czarna); powinny być umieszczane w małych otworach na planszy.

Dwóch graczy z góry decyduje, ile rund rozegrają (liczba rund musi być parzysta). Jeden gracz układa kod z czterech większych, kolorowych pionków. Powtórzenia są dozwolone, więc gracz może również wybrać cztery pionki w tym samym kolorze. Kod zostaje umieszczony w czterech zakrytych zasłonką otworach, więc nie są widoczne dla drugiego gracza, który staje się odgadującym.
Odgadujący stara się odgadnąć kod, zarówno kolory jak i ich kolejność, w dziesięciu (czasami ośmiu lub dwunastu) próbach. Próba polega na umieszczeniu rzędu większych pionków na planszy, po czym zostaje oceniona przez gracza kodującego, poprzez ulokowanie od zera do czterech szpilek do udzielania informacji w tym samym rzędzie co domniemany kod. Każda czarna szpilka oznacza, że jeden z pionków o danym kolorze został umieszczony w domniemanym kodzie na właściwym miejscu. Szpilka biała wskazuje na istnienie pionka o właściwym kolorze, lecz na niewłaściwym miejscu.
Po ocenieniu próby odgadujący podejmuje kolejną. Gra kończy się po poprawnym wskazaniu kodu przez odgadującego lub po dziesięciu nieudanych próbach.
Gracz kodujący otrzymuje tyle punktów, ile prób wykonał odgadujący. Jeśli kod nie zostanie złamany, przyznawany mu jest dodatkowy punkt. Zwycięzcą jest gracz, który zdobył więcej punktów po ustalonej z góry liczbie rozegranych rund.
Pierwotnie były dwie metody punktacji do wyboru:
- odgadujący otrzymuje punkt za każdą próbę; zwycięzcą jest gracz, który po ustalonej z góry liczbie rozegranych rund ma mniej punktów
- kodujący otrzymuje punkt za każdą nieudaną próbę wykonaną przez przeciwnika; zwycięzcą jest gracz, który po ustalonej z góry liczbie rozegranych rund ma więcej punktów.

Później dodano zasadę: Jeśli odgadujący potrafi wykazać, że jego przeciwnik popełnił błąd przy udzielaniu informacji nt. próby, gra zostaje powtórzona, a odgadujący zyskuje trzy dodatkowe punkty.

## Historia gry

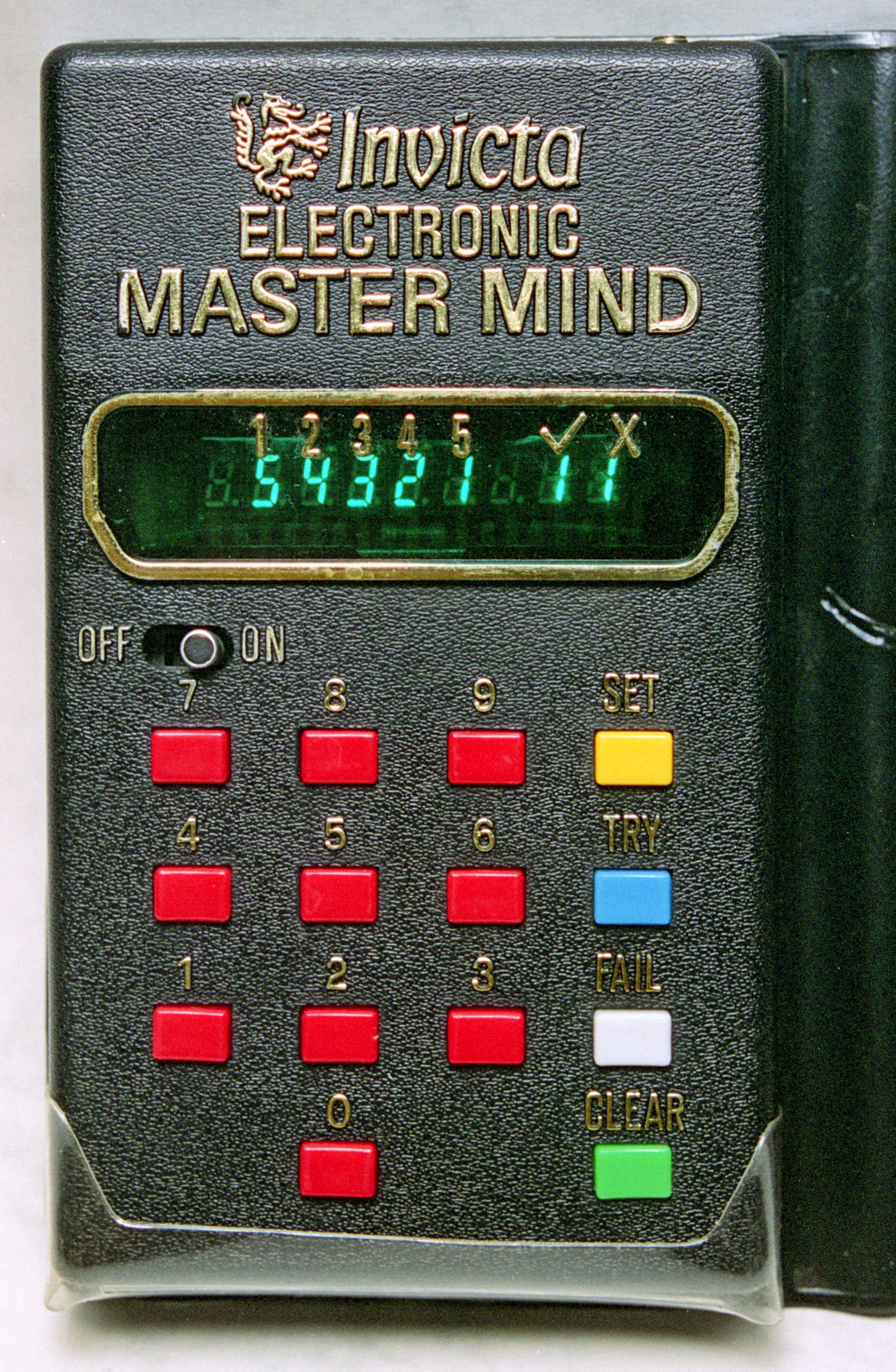
Wersja elektroniczna gry Master Mind firmy Invicta Plastics

Od 1971 roku, prawa do gry Mastermind miała Invicta Plastics z Oadby z hrabstwa Leicestershire, w Wielkiej Brytanii (Invicta zawsze nazywała grę Master Mind). W Polsce gra była wydawana we współpracy z Krajową Agencją Wydawniczą. Licencję na produkcję gry posiadała także Hasbro oraz dwie inne fabryki mające prawa produkcji w Stanach Zjednoczonych i Izraelu.
Istnieją wersje gry różniące się ilością miejsc na kody gracza odgadującego (najczęściej od 8 do 12), a także liczbą pionków w kodzie (4 lub 5 – Super Master Mind). Invicta wyprodukowała również wersję turystyczną Mini Master Mind, posiadającą 6 rzędów i 4 pionki w każdej kombinacji. Pionki do układania kodu są tam identycznej wielkości i kształtu jak szpilki.
Począwszy od 1973 roku, na opakowaniu gry umieszczano fotografię siedzącego Billa Woodwarda, i stojącej za nim Azjatki Cecylii Fung. Związek tych dwojga ludzi z grą Mastermind nie został wyjaśniony. W czerwcu 2003 Woodward i Fung spotkali się, by zapozować do kolejnego zdjęcia. Master Mind był produkowany w wielu wydaniach, różniących się niekiedy szczegółami wykonania planszy, ale przede wszystkim postaciami na kartonowym pudełku.